# Српско форсирање Саве 1914.
Српско форсирање Саве био је први део српске Сремске офанзиве септембра 1914. Дана 6. септембра—док је на Западном фронту почињала битка на Марни а на Источном се завршавала велика Галицијска битка—отпочела је српска офанзива у духу директиве војводе Путника од 4. септембра 1914.
Захваљујући солидним тактичко-техничким припремама као и ефикасној подршци артиљерије трупе Прве армије су без већих тешкоћа прешли Саву код Скеле и Новог Села и продрле у Срем. Правилан избор места прелаза био је кључан за лако постигнути успех. Иако је располагала штурим подацима о непријатељу Српска врховна команда је Прву армију усмерила на простор где су оне биле најслабије.

Задатак је армије да потуче непријатеља пред собом и овлада Сремом, са тежњом да спречи непријатељу сједињење са његовим главним снагама на Дрини, одбацујући га од Фрушке горе на исток. Настојати да се одмах утврди линија Прогар- Ашања- Обреж са наслоном на Саву као мостобран и Купиново као редуит мостобрана.

Дунавска дивизија I позива прешла је реку на одсеку између Скеле и Новог Села, помоћу понтона и преко понтонског моста који је у веома кратко року подигла Шумадијска дивизија I позива код Новог Села. Њена претходница коју је чинио 18. пук I позива отпочео је прелаз око 3 сата изјутра у три колоне. Лева колона коју је чинио један батаљон извршила је прелаз без икаквог ометања, средња уз незнатан отпор ландштурма док је десна наишла на снажан отпор 32. ландштурмског пука па је њено пребацивање завршено тек око 14 часова. Главнина дивизије је прешла реку на одсеку између Новог Села и Подгоричке аде у три колоне. Ни она није наишла на јачи непријатељски отпор. Само је лева колона коју је чинио 11. пук I позива са понтонирским одељењем наишло на веће тешкоће. Први понтон ове колоне приспео је неометано на леву обалу Саве али су наредни обасути снажном пушчаном и митраљеском ватром са Подгоричке аде и леве обале Саве па су претрпеле осетне губитке. Група од 20 војника која се прво пребацила јуришала је на непријатељске положаје. Свака наредна група би јој се одмах придружила па је мостобран убрзо знатно проширен. Остатак пука се затим безбедно пребацио и наставио наступање ка Обрежу. Средња колона коју је чинио 12. и 19 пук I позива овладала је Купиновом гредом и наставила наступање ка Обрежу. Десна колона (10. пук I позива) је неометано подигла понтонски мост код Новог Села, пребацила све своје трупе на леву обалу Саве и код Купинових греда образовала дивизијску резерву. Иза дивизија првог ешалона реку су прешле Коњичка дивизија и Армијска коњица које су се концентрисале код Обрежа и Купинова.
За разлику од трупа Прве армије Тимочка дивизија I позива је приликом форсирања Саве доживела потпуни фијаско. Због бројних пропуста команданта дивизије генерала Владимира Кондића аустроугарске трупе су у жестоком противнападу нанеле овој српској дивизији тешке губитке и она није могла да изврши свој задатак (видети Битка код Чеврнтије).